# Alexander McDonald (missionnaire)
Pour les articles homonymes, voir Alexander McDonald et MacDonald.
Alexander McDonald, né le 1er mars 1837 à Osgoode à et mort le 21 janvier 1911 à Edmonton (Alberta), est un missionnaire baptiste canadien. 

## Biographie
Missionnaire de la Woodstock Institution, il sert dans le Manitoba à Winnipeg dès 1873 et trouve en 1891 de l'or dans un cours d'eau près de Fort Yukon. Cet événement est un des prémices de la ruée vers l'or. 
Jules Verne le mentionne dans son roman Le Volcan d'or (partie 1, chapitre X). 